# Wjatscheslaw Alexandrowitsch Bulytschow
Wjatscheslaw Alexandrowitsch Bulytschow (russisch Вячеслав Александрович Булычёв, wiss. Transliteration Vjačeslav Aleksandrovič Bulyčëv, auch Vjacheslav Aleksandrovich Bulychjov; geboren 24. September 1872 in Pjatigorsk, Russisches Kaiserreich; gestorben 10. April 1959 in Bukarest, Rumänien) war ein russischer Chorleiter, Komponist und eine Persönlichkeit des öffentlichen Lebens.

## Leben
1907 gründete er zusammen mit S. Tanejew, E. Rosenow, M. Iwanow-Borezki und anderen die Gesellschaft Musiktheoretische Bibliothek bzw. Musikalisch-theoretische Bibliothek. Dieser Gesellschaft gelang es, die größte öffentliche Bibliothek in Russland zu errichten. Sie wurde seit 1924 vom Moskauer Konservatorium verwaltet.
Seit 1918 lebte Bulytschow in Rumänien.
Bulytschow spielte eine herausragende Rolle bei der Entwicklung der Chorkunst in Russland. In seinen weltlichen Chorwerken vertonte er Texte von I. Koslow, J. W. Goethe (Übersetzung von unbekanntem Autor), A. Fet, I. Surikow, P. Korschenewski, K. Balmont, A. Pleschtschejew, I. Gussew, F. Tjuttschew, K. Aksakow, L. Mei. Sie fanden jüngst Aufnahme in der Anthologie der russischen weltlichen A-cappella-Chormusik des 19. bis frühen 20. Jahrhunderts (Band 14).